# 長春映画村
長春映画村（ちょうしゅんえいがむら、中国語: 长春电影城，长影世纪城）は中国吉林省長春市にある映画を中心としたとしてテーマパークである。1985年に設立されて、その後新敷地へ移転した。

## 概要
長春市は旧満州国時代には満洲映画協会、その接収後1946年に長春映画製作所（长春电影制片厂）が設けられて、中華人民共和国の映画製作拠点のひとつとして活発な活動が続けられた。中国の人民映画の拠点の一つとして多数の人材を生み、中国映画の聖地とされた。しかし、中国の市場経済化とともに衰退、80年代には年間30本ほどあった映画製作は97年には３本に落ち込んでいる。背景には、火葬場以外すべて揃えたといわれた従業員生活丸抱えの企業経営、職員が国家幹部でもある人事体系が改革を阻んだこともあるといわれる。
そこで、長春映画村をハリウッドとディズニーランドに範を取り、1985年に市内正陽街92号に映画中心のテーマパーク「長春電影城」として作られた。当時隣接していた長春映画製作所は、かつて旧満州国時代には満州映画の撮影所であり、当時の中国国内では最大規模の総合映画撮影所であった。
さらに、長映は株式化や子会社化・契約社員制化を行い、直接社員の削減を進め、2003年には「長春電影城」を長春市南東郊外の浄月湖付近（北緯43度46分04秒 東経125度26分16秒 / 北緯43.7678329度 東経125.4378743度座標: 北緯43度46分04秒 東経125度26分16秒 / 北緯43.7678329度 東経125.4378743度）に移転して、こちらは「長影世紀城」（長春映画世紀村）と呼ばれるようになった。資金は、市街地の本社敷地21ヘクタールを切り売りして捻出した。世紀城は「東洋のハリウッド」と銘打ち、米ユニバールスタジオがモデルといい、敷地面積は100万平方メートルで、長春市の一大観光地となった。
毎年9月に開催される「長春フィルム・フェスティバル」の主会場にもなっている。

## 写真アルバム

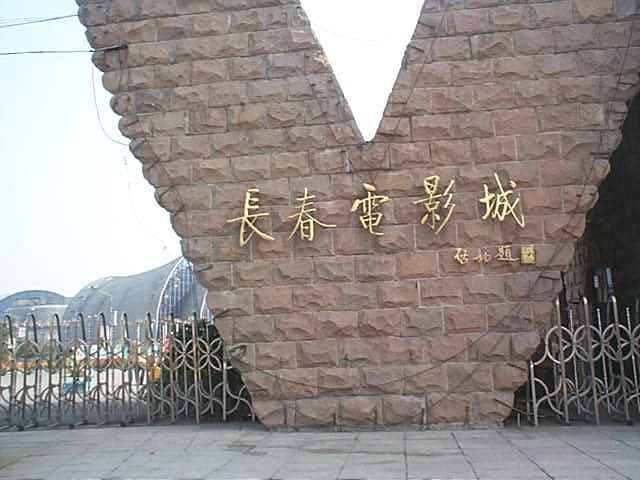
長春映画村（長春電影城）の看板
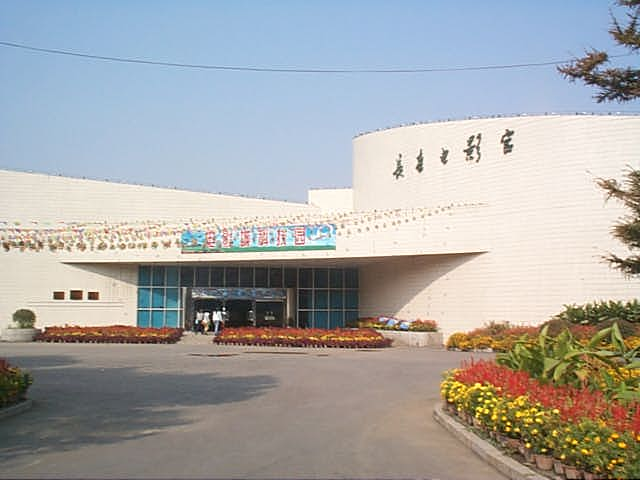
長春映画村・映画パビリオン
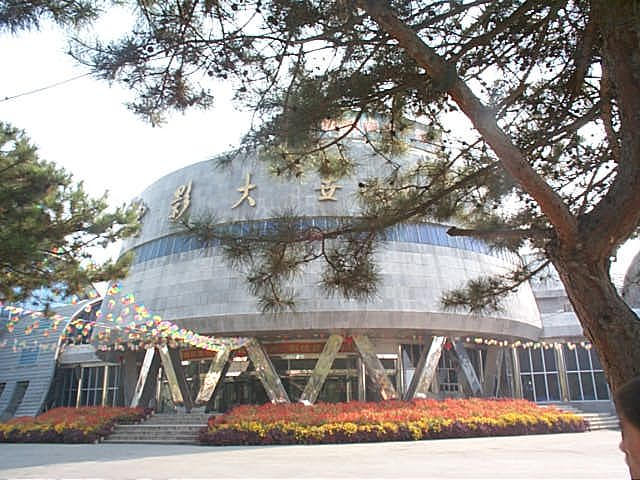
長春映画村・映画大世界

## 参照項目
- 長春映画製作所（长春电影制片厂）
- 満洲映画協会